# Нитирэн
Нитирэн (яп. 日蓮, 16 февраля 1222 — 13 октября 1282, имя при рождении Дзэннитимаро яп. 善日麿) — японский монах, основавший школу Нитирэн-сю.

## Жизнеописание

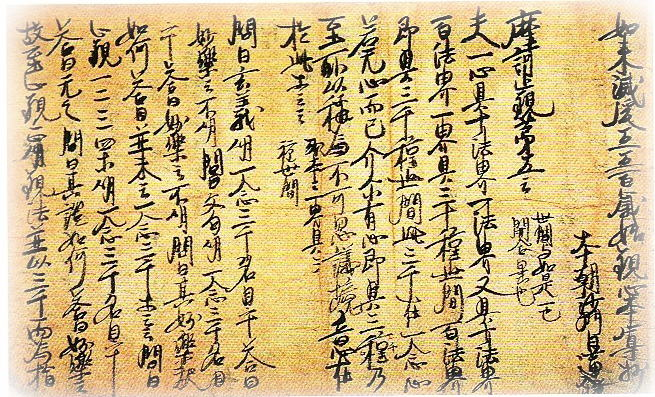
, 1273 год

В возрасте от 16 до 32 лет Нитирэн проходил обучение во многочисленных храмах Японии, и в первую очередь в главном храме школы тэндай (Энрякудзи) на горе Хиэй, а также в Киото и Нара. Тогда он пришёл к выводу, что наивысшее учение Будды сосредоточено в Лотосовой Сутре. 28 апреля 1253 года он открыл и ввёл в практику знаменитую молитвенную формулу Наму-Мё-Хо-Рэн-Гэ-Кё, выражающую всю суть учения. Нитирэн убеждённо верил и доказывал, что современные буддийские школы, такие как сингон, нэмбуцу и дзэн, глубоко заблуждаются, пытаясь указать путь к просветлению, о чём он заявлял повсеместно на публичных проповедях.
После проповеди в июле 1260 года Нитирэна стали явно и неявно преследовать, на него совершались нападения и покушения, в 1261 году он был сослан на полуостров Идзу, а в ноябре 1264 — едва не убит.
Однако Нитирэн продолжал свои проповеди. После конфликта с Нинсё Рёканом (良観, Рё: кан) в сентябре 1271 года власти вызвали Нитирэна на дознание. Чуть позже чиновник Хэй-но Саэмон (平の左衛門) вместе с отрядом солдат арестовал Нитирэна, собираясь отрубить ему голову. Однако возникли небесные знамения, и световые вспышки с моря в Тацунокути, которые напугали его преследователей, и они не смогли совершить казнь. Этот момент считается поворотным в жизни Нитирэна, и носит название Хоссяку-кэмпон (発迹顕本).
Смысл понятия Хоссяку-кэмпон заключается в развеянии не-подлинного и раскрытии истины, при этом не-подлинной считается внешность Нитирэна как смертного монаха, а истиной — его проявление как бодхисаттвы Дзёгё (上行菩薩) или как Истинного Будды (本仏, хомбуцу).
После этого события Хэй-но Саэмон заменил казнь ссылкой на остров Садо в Японском море, известный суровой зимой и ветрами.
Находясь в изгнании на острове Садо, Нитирэн написал свои основные сочинения, и, вернувшись из ссылки будучи прощённым, он основался на горе Минобу (яп. 身延山) префектуры Яманаси, позднее его ученики основали там храм Куондзи (яп. 久遠寺). Остаток жизни Нитирэн занимался своими учениками и развивал свою школу.

## Учение
Выдержка из труда «(Земные) желания (и) есть Просветление»
Страдания есть нирвана только тогда, когда человек постигает, что сущность жизни на протяжении бесчисленных циклов рождений и смертей не возникает и не исчезает. В Сутре бодхисаттвы Всеобъемлющая Мудрость говорится «не устранив заблуждений и не отдалившись от пяти желаний, они смогут очистить свои кармы и избавиться от грехов». В Махасикане также говорится: «Неведение и пыль желаний — это просветление и страдания жизни и смерти — нирвана». В 16-й главе Сутры Будда говорит: «Каждое мгновение я думаю: „Как мне сделать, чтобы живые существа вступили на неимеющий высшего предела путь и быстро обрели тело Будды?“» В главе 2-й «Уловка» говорится: «Эта Дхарма всегда является законом: „Знак“ миров — постоянен». Сущность всех дхарм не что иное, как Наму-мё-хо-рэн-гэ-кё.

## В массовой культуре
Образ Нитирэна был популярен в японской массовой культуре, особенно в период немого кино. Ему посвящены, в частности:
- «Нитирэн сёнин итидайки» «отца японского кино» Сёдзо Макино (1914)
- «Нитирэн сёнин: итидайки» (1917) Дзиро Ёсино и его же «Нитирэн сёнин: Такинокути хонан» (1921; частично сохранился).
- Роман Риити Ёкомицу «Солнце» (яп. 『日輪』 Нитирин) (1923).
  - Поставленные по нему два одноимённых фильма Тэйносукэ Кинугасы (1925; в главной роли Энносукэ Итикава) и 1953 годов.
  - Ещё два фильма «Солнце» 1926 года, независимо поставленные режиссёрами Дайскэ Ито и Минору Мурата[англ.] (последний — в двух частях).
- Фильм Кунио Ватанабэ[англ.] «Нитирэн и великое вторжение монголов» (яп. 『日蓮と蒙古大襲来』 Нитирэн то Мо:ко Дайсю:рай, англ. «Nichiren and the Great Mongol Invasion» либо «Nichiren — a Man of Many Miracles»), в главной роли Кадзуо Хасэгава.
- «Нитирэн» Нобору Накамуры (1979; номинация на Премию Японской Академии за лучшую музыку)